# تلما اسکات
تلما مارجوری اسکات (۱۷ ژوئن ۱۹۱۳–۲۳ نوامبر 2006) یک بازیگر استرالیایی بود که شش دهه فعالیت در تئاتر، رادیو، فیلم و استرالیا او را به یکی از شناخته شده‌ترین و محبوب‌ترین شخصیت‌های کشورش تبدیل کرد. او که کار خود را در اوایل دهه ۱۹۳۰ در تولیدات تئاتر و فیلم آغاز کرد، در طول دهه ۱۹۴۰ با حضور در تولیداتی مانند Big Sister و Blue Hills به یکی از بزرگ‌ترین اجراکنندگان رادیویی کشور تبدیل شد. او در اوایل دهه ۱۹۵۰ برای ساختن فیلم‌های تلویزیونی بازگشت و پس از راه اندازی تلویزیون در استرالیا به یک ستاره تلویزیونی تبدیل شد.
تلما اسکات شریک مادام العمر گوئن پلمب بود. او و پلامب سال‌ها در کیریبیلی، نیو ساوت ولز زندگی می‌کردند. آنها همچنین خانه ای در ساحل نهنگ داشتند. پلامب در ۵ ژوئن ۲۰۰۲ درگذشت. چهار سال و نیم بعد، تلما اسکات بر اثر حمله قلبی در سن ۹۳ سالگی در بیمارستان رویال نورث شور در سیدنی درگذشت.

## فیلم‌شناسی

### فیلم‌ها
| سال  | عنوان                                            | نقش             | تایپ کنید      |
| ---- | ------------------------------------------------ | --------------- | -------------- |
| ۱۹۳۱ | انبار خالی از سکنه                               |                 | فیلم بلند      |
| ۱۹۳۳ | ردیف هارمونی                                     |                 | فیلم بلند      |
| ۱۹۳۳ | حفار در Blighty                                  | جودی فیشر       | فیلم بلند      |
| ۱۹۳۴ | یک بلیط در تاتس                                  | دوروتی فلمینگ   | فیلم بلند      |
| ۱۹۴۹ | پسران متیو (با نام مستعار The Rugged O'Riordans) | جین اوریوردان   | فیلم بلند      |
| ۱۹۵۹ | مرغ دریایی                                       | ایرینا آرکادینا | فیلم تلویزیونی |
| ۱۹۵۹ | بادی                                             |                 | فیلم تلویزیونی |
| ۱۹۶۰ | سایه اسب رنگ پریده                               |                 | فیلم تلویزیونی |
| ۱۹۶۳ | راز مرده                                         | هنریتا اسپایسر  | فیلم تلویزیونی |
| ۱۹۷۴ | شماره ۹۶                                         | کلر هاتون       | فیلم تلویزیونی |

### تلویزیون
| سال     | عنوان                 | نقش          | تایپ کنید                                   |
| ------- | --------------------- | ------------ | ------------------------------------------- |
| ۱۹۶۱    | داستان پیتر گری       |              | سریال تلویزیونی                             |
| ۱۹۶۵    | غریبه                 | خانم شهردار  | سریال تلویزیونی قسمت ۱۲: بانوی شهردار       |
| ۱۹۶۵    | ماجراجویی نامحدود     |              | مجموعه تلویزیونی، قسمت: برس‌های پشتی نقره ای |
| ۱۹۶۶    | مترجمان               | مارشا        | مینی سریال تلویزیونی، قسمت: تکلیف عجیب      |
| ۱۹۶۷    | بلبرد                 |              | سریال تلویزیونی                             |
| ۱۹۶۸    | از کانگورو بوش بگذرید | خانم وینتروپ | سریال، قسمت: دردسر دوگانه                   |
| ۱۹۶۹    | دلتا                  | خانم اسموند  | مجموعه تلویزیونی، قسمت: مشکل با دیزی        |
| ۱۹۷۲–۷۷ | شماره ۹۶              | کلر هاتون    | سریال تلویزیونی ۷۶ قسمتی                    |
| ۱۹۷۸    | گلنویو بالا           | کاتلین       | سریال، قسمت: سربازان پیر                    |
| ۱۹۸۰    | پزشکان جوان           | ایزابل فلپس  | سریال تلویزیونی قسمت ۱٫۸۷۲                  |
| ۱۹۸۸    | ریچموند هیل           | خانم جنینگز  | سریال تلویزیونی                             |